# 土桥镇 (芷江县)
土桥乡是湖南省芷江侗族自治县所属的一个乡，位于该县中西部，距县城芷江镇22公里。人口16363（2000年普查），是该县人口较多的一个乡。

## 历史
红军长征途中曾经经过土桥乡，并在哨路口与国军爆发遭遇战。

## 自然地理
土桥乡位于芷江侗族自治县中西部，距县城芷江镇22公里。全乡总面积107.6平方公里，属杨溪流域。境内最高峰为罗山，位于土桥集镇北1公里，海拔450米左右。清时山上曾建有罗山寺，文化大革命时期毁损无存。

## 交通
土桥乡北部有320国道穿过分水坳、哨路口和冷水铺3个村，往东通往芷江县城，往西通往新店坪镇。并有两条县道。一条县道从320国道哨路口村引出，经过哨路口、向家庄、土桥、麦元村，通往杨公庙乡、梨溪口乡。由县城每隔15分钟有一趟中巴发往梨溪口乡或杨公庙乡。另一条从320国道冷水铺村引出，经过两户村、肖家田、草鞋坳，通往大洪山乡，芷江县城每日有班车经此道发往大洪山乡。
上瑞高速公路经过该乡，并在向家庄村有一出口，名为土桥出口。
沪昆铁路也经过该乡，并设立有岩田铺站和冷水铺站两个货站，是芷江侗族自治县境内唯一设立有2个货站的乡镇。

## 经济
以农业为主，主要种植水稻，2003年以后湖南袁隆平农业高科技股份有限公司在该乡建立杂交水稻试验基地。其农业灌溉用水部分来自梨溪口水库。经济作物有茶叶、油菜、柑橘等，位于罗山山顶的罗山茶园为芷江县最大的茶园，面积2000余亩。
全乡有2个传统集镇，即土桥集镇和冷水铺集镇，前者逢农历三、八赶场，后者逢一、六赶场。集镇上有商业店铺，主要经营米粉、农资化肥、榨油等。中国电信、中国移动、中国邮政、农村信用合作社在土桥集镇开设有营业点。芷江县工商局新店坪分局在土桥集镇设立有工商所。近来人口外流严重，导致年轻劳动力不足。

## 人口
根据2000年普查，全乡有人口16363，有侗族、苗族、汉族等7个民族。以侗族人口最多，且多为杨姓，杨姓先祖来自宋时河南开封府，可能与当时当地的土著侗族（历史上又称仡伶或金）婚姻。苗族次之，多为田姓。

## 行政区划
辖土桥、洞下、岩田冲、分水坳、岔溪、哨路口、向家庄、冷水铺、两户村、肖家田、草鞋坳、富家团和麦元13个行政村，167个村民小组。

## 社会事业
乡内有初级中学一所（土桥中学），中心小学一所（土桥中心小学），均位于土桥集镇。设有土桥学区，土桥中学校长兼任学区主任，土桥中心小学校长兼任学区副主任。另有两户村希望小学，为希望工程援建。
有土桥卫生院一所，每个村都有小诊所。
另建有桥集镇自来水厂、洞下村水电站等公共设施。但电力除洞下村外其他各村普遍不足。群众饮水仍多打井取地下水。有线电视网络未覆盖，农户仍多采用卫星电视接收器（俗称“天锅”）接受电视信号。

## 其它
境内驻有省物资储备局七七二处和怀化武装部队等。

## 名人
杨毓棻（1895年-1924年），麦元村人。民国十二年（1923年）被任命为湖南暂编陆军第一师第十七旅少将旅长。民国十三年（1924年）病逝，时任湖南省省长赵恒惕致电吊慰，并追赠陆军中将。其莫逆之交，时任川军旅长贺龙专程带一营人马赶到芷江吊唁。
杨永清（1886年-1950年），冷水铺村人。初为杨毓棻赏识和提拔，杨毓棻去世后迅速发展自己的势力，并曾多次与贺龙交战。1926年参加北伐，后被任命为南京下关警备部司令。由于不满国民政府收编其部队，弃官回乡置地。国共内战后期，白崇禧亲送3飞机大洋与他抵抗进军湘西的中国人民解放军进军，并被任命国民党湘西纵队司令兼芷江警备司令。杨也是当时芷江最大的帮会楚汉宫的双龙头，人称“老佛爷”。芷江解放后被公审处决。